# Jón Þór Birgisson
Jón Þór „Jónsi“ Birgisson (* 23. April 1975 in Island) ist der Gitarrist und Sänger der isländischen Postrock-Band Sigur Rós.

## Biografie
Jón Þór „Jónsi“ Birgisson wurde auf einem Auge blind geboren. Einmal sagte er: „If I saw in stereo I’d go mad.“ („Wenn ich mit beiden Augen sehen könnte, würde ich verrückt werden.“) Er lebt mit seinem Ex-Freund Alex Somers zusammen. Seine Schwester Ingibjörg arbeitet als bildende Künstlerin und hat Musikvideos zu einigen Liedern von Sigur Rós beigesteuert; sie ist mit dem Musiker Sindri Már Sigfússon verheiratet, der somit Jónsis Schwager ist.

## Musikalischer Werdegang
Jónsi war von 1992 bis 1993 der Frontmann der Grungerockband „stoned“ unter dem Namen Frakkur. 1995 gewann er als Frontsänger der Band Bee Spiders unter dem Namen Jonny B den „Most Interesting Band“-Award.
1994 gründete Jónsi gemeinsam mit Georg Hólm und Ágúst Ævar Gunnarsson die Band Sigur Rós, die nach Jónsis kleiner Schwester, die am Tag der Gründung der Band geboren wurde, benannt ist.
Jónsi hat einen falsettartigen Gesangsstil, den er mit den Klängen einer mit einem Cellobogen gespielten E-Gitarre unterstützt.
Seit 2006 arbeitet er mit seinem Lebensgefährten an einem Soloprojekt. Die erste Veröffentlichung erfolgte unter dem Namen Riceboy Sleeps auf der Dark-Was-the-Night-Compilation. Im Juli 2009 erschien das erste Album der beiden unter Jónsi & Alex mit dem frühere Bandnamen Riceboy Sleeps als Titel.
2010 veröffentlichte Jón sein erstes Solo-Album Go unter dem Namen Jónsi. Das Album wurde mit dem Nordic Music Prize ausgezeichnet. Die Single Around Us aus diesem Album ist auf dem Soundtrack von EA Sports’ FIFA 11 vertreten. Außerdem steuerte er das Lied Sticks & Stones für den Soundtrack des Films Drachenzähmen leicht gemacht bei (im Film ist das Lied während des Abspanns zu hören), sowie die Lieder Where No One Goes und Together from Afar für jeweils den zweiten und den dritten Teil.
2011 schrieb er die Songs zu Cameron Crowes Kinofilm Wir kaufen einen Zoo. 2021 war er an Tom Clancy’s Gnadenlos (Tom Clancy's Without Remorse) beteiligt.
Am 23. April 2020 veröffentlichte er den Song Exhale samt einem neuen Musikvideo. Am 6. Juni wurde schließlich mit der neuen Single-Kopplung Swill sein zweites Studioalbum Shiver angekündigt, welches schließlich am 2. Oktober erschien. Es wurde von A.G. Cook produziert und unterscheidet sich von seinem ersten Album vor allem durch seine Hyper-Pop-Einflüsse.

## Sprachen
Jónsis Muttersprache ist Isländisch, er spricht jedoch wie die meisten Isländer auch Englisch. Die Lieder auf Sigur Rós’ ersten drei Alben (Von, Von brigði, Ágætis byrjun) sind bis auf zwei Ausnahmen (Von, Olsen Olsen) auf Isländisch gesungen. Sämtliche Texte des Albums ( ) sind in hoffnungsländisch (isländisch vonlenska), einer selbst erfundenen Sprache, die Jónsi früher dazu benutzte, Gesangsmelodien zu komponieren, ohne den zugehörigen Text fertiggestellt haben zu müssen. Auch auf neueren Alben nutzt Jónsi teilweise diese Sprache.

## Diskografie

### Alben
- 2009: Riceboy Sleeps (Jónsi & Alex)
- 2010: Go (Jónsi)
- 2011: We bought a Zoo (Soundtrack) (Jónsi)
- 2020: Shiver
- 2021: Without Remorse (Soundtrack) (Jónsi)
- 2021: Obsidian (Jónsi)

### Singles
- 2010: Go Do

## Auszeichnungen
- 2010: Nordic Music Prize